# Christine (film 1972)
Christine (Die dressierte Frau) (titolo completo: Christine - La porno storia di Christine) è un film del 1972, diretto da Ernst Hofbauer.

## Trama
La pubblicazione di due libri antitetici (L'uomo ammaestrato e La donna ammaestrata, il primo scritto da un uomo e il secondo da una donna) induce una giornalista a fermare per strada dei passanti per rivolgere loro delle domande. Sulla scia della serie di film Schulmädchen-Report, alcuni episodi erotici uniti dal pretesto di un'inchiesta sui costumi sessuali.